# آنتیگونا میفتاری
آنتیگونا میفتاری (انگلیسی: Antigona Miftari؛ زادهٔ ۵ مهٔ ۱۹۹۵) بازیکن فوتبال اهل کوزوو است.
وی همچنین در تیم ملی فوتبال Kosovo بازی کرده‌است.